# Аракинтос
Аракинтос (Аракинф, лат. Aracynthus, греч. Αράκυνθος, Зигос, Зиг, Ζυγός) — горный хребет в Греции, в Этолии, между реками Ахелоос и Эвинос, идёт невдалеке от моря в сторону к Акарнании, к югу от озера Трихонис. Хребет тянется на границе общин Агринион и Иера-Полис-Месолонгион в периферийной единице Этолия и Акарнания в периферии Западная Греция. Высочайшая вершина — Гревено (Γρεβενό) высотой 983 м над уровнем моря.
По Страбону вокруг Аракинфа жители Старого Плеврона, разрушенного в 234 году до н. э. македонским царём Деметрием II, основали Новый Плеврон. Близ Нового Плеврона находились руины Олена, одноимённого с ахейским городом.